# Snake 2000
Snake 2000 — хорватский пистолет-пулемёт кустарного производства, который использовался в годы войны в Хорватии и Боснии. Внешне очень напоминает немецкий HK MP5K.

## Описание
Корпус вместе с передней пистолетной рукояткой взят от HK MP5K. Магазин заимствован у Uzi (калибр 9 мм). Выполнено по технологии штамповки и сварки сортов стали невысокого качества.